# ساحة الأمير عبد القادر
ساحة الأمير عبد القادر هي ساحة تقع في بلدية الجزائر الوسطى، وسط مدينة الجزائر.

## الموقع والوصول
يقع شارع الأمير عبد القادر عند تقاطع شارع العقيد سي الحواس وشارع العربي بن مهيدي.

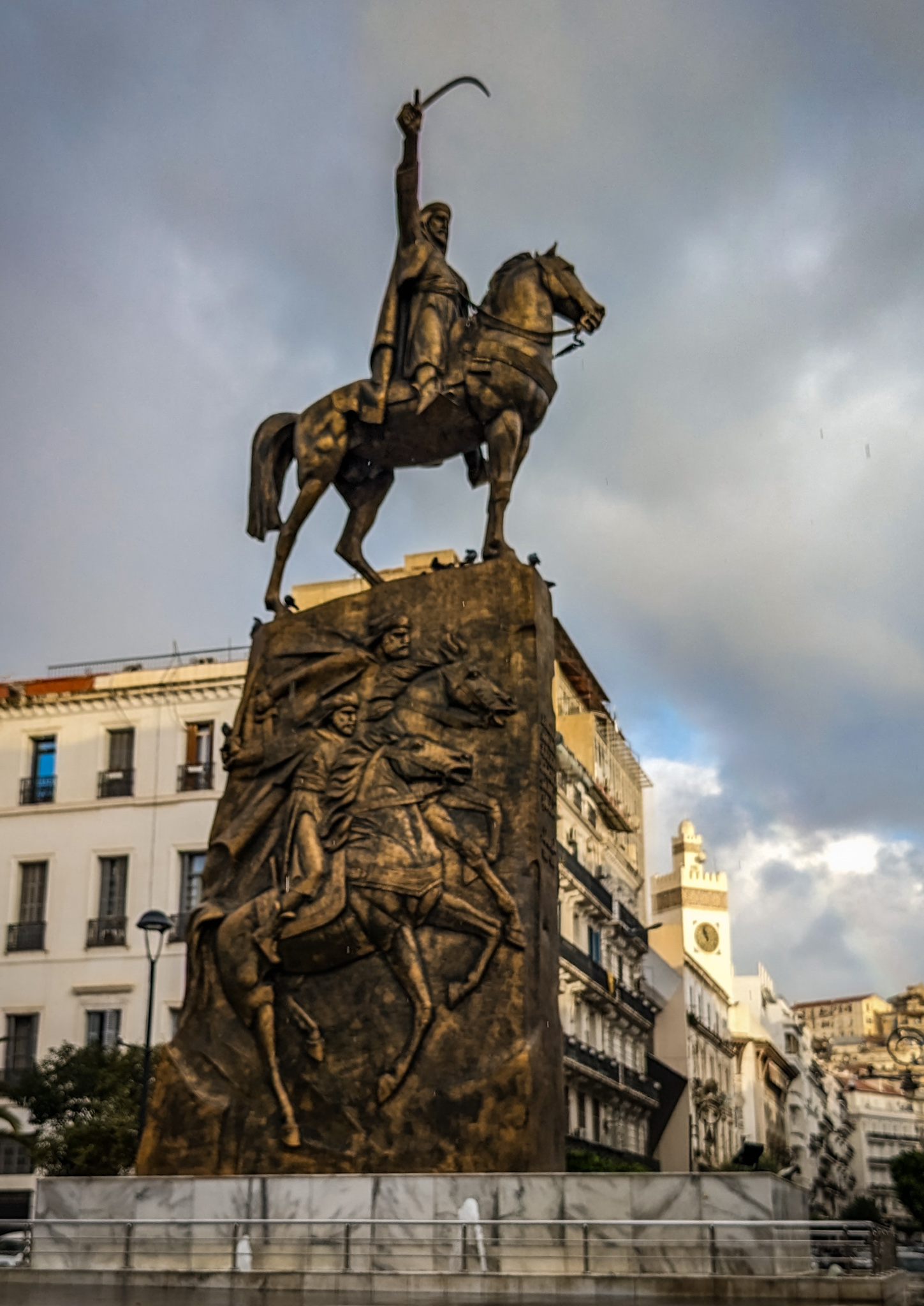
تمثال للامير عبد القادر في ساحة الامير عيد القادر في الجزائر العاصمة

يمكن الوصول إلى الساحة عن طريق خط مترو مدينة الجزائر، حيث تقع بالقرب منها محطتي علي بومنجل ونافورة-البريد المركزي، وكذلك عن طريق خطي 67 و91 للحافلات إيتوزا.

## أصل التسمية
تحمل هذه الساحة اسمها الحالي تكريمًا للقائد العسكري عبد القادر الجزائري (1808-1883) ومؤسس الدولة الجزائرية الحديثة، والذي قاد المقاومة ضد الغزو الفرنسي للجزائر في منتصف القرن التاسع عشر.

## نبذة تاريخية
كانت تحمل ساحة الأمير عبد القادر سابقًا اسم «ساحة بوجو» (بالفرنسية: Place Bugeaud)‏؛ كان هناك تمثال لهذا المارشال الفرنسي، شخصية استعمارية. على اليسار، كان هناك مقهى ميلك بار (Milk Bar) الشهير الذي لا يزال موجودًا (مشهور بقنبلة التي زرعتها مناضلة في جبهة التحرير الوطني عام 1957) وعلى اليمين مطعم "Le Novelty" (مطعم الوجبات السريعة حاليًا).

## مباني ومعالم تذكارية
- تمثال الفارس الأمير عبد القادر: للنحات البولندي ماريان كونيتشني [الإنجليزية]، تقع وسط الساحة.

## انظر ايضًا
- ساحة الشهداء بالجزائر العاصمة